# Siv-familien
Siv-familien (Juncaceae) rummer ca. 400 arter og 7 slægter. Det er urteagtige planter, der er udbredt over hele verden. Arterne mangler mykorrhiza. Planterne har runde stængler og ofte også rundede blade. I flere af dem findes SiO2 som fine nåle i cellerne.
| Slægter |

- Distichia
- Siv (Juncus)
- Frytle (Luzula)
- Marsippospermum
- Oxychloe
- Patosia
- Rostkovia

## Links
- Siv-familien på Curlie (som bygger videre på Open Directory Project)